# Mario Jáuregui
Mario Alberto Jáuregui Salinas (Monterrey Nuevo León,1 de agosto de 1970) Es un ex-futbolista mexicano que jugó de delantero. Durante su carrera jugó 141 partidos y 9,150 minutos en Primera División, anotando 40 goles.

## Trayectoria
Su primera oportunidad con los Rayados de Monterrey la recibió mientras jugaba en la tercera división. De ahí se probó en Rayados y se quedó dos años, migró al Atlante donde brilló y estuvo tres temporadas, luego pasó a las Chivas para jugar dos temporadas y después pasó por la Primera A con Chivas Tijuana y Leones de Saltillo. Regresó al máximo circuito hasta el Verano 00 para jugar un torneo con Tecos y un último en 01 para Pumas. En 2002 saldría de su retiro para jugar ahora sí su último torneo con los extintos Gavilanes de Nuevo Laredo.
Cuando fue fichado por Atlante no estuvo a gusto con la decisión, quería quedarse en Rayados de Monterrey, sin embargo Potros ya había comprado su transferencia y ahí anotó la mayor parte de sus goles.
Cuando estuvo en Chivas le fue recortado el sueldo a la mitad por bajo rendimiento, junto a Damián Álvarez. Luego en 2001 en la época en que la Promotora de Chivas argumentaba no tener dinero estuvo a punto de regresar con Oscar Ruggeri quien lo vio en un partido amistoso donde su mejor jugada fue un poste, sin embargo no se concretó.
Actualmente regresó de su retiro jugando en el Monterrey Flash.

## Clubes
| Club                       | País   | Año       | Goles |
| -------------------------- | ------ | --------- | ----- |
| Club de Fútbol Monterrey   | México | 1991-1992 | 0     |
| Desportos                  | Brasil | 1992-1993 | 1     |
| Club de Fútbol Monterrey   | México | 1993-1995 | 18    |
| Club de Fútbol Atlante     | México | 1995-1997 | 21    |
| Club Deportivo Guadalajara | México | 1997-1998 | 0     |
| Tecos de la UAG            | México | 1999-2000 | 1     |
| Club Universidad Nacional  | México | 2000-2001 | 0     |
| Nacional Tijuana           | México | 2001-2002 | 3     |
| Atlético Chiapas           | México | 2002      | 0     |
| Monterrey Flash            | México | 2011-     | 0     |

## Selección nacional
Fecha de debut: 1995
Entrenador con el que debutó: Bora Milutinović